# Иван Заблаћански
Иван Заблаћански (Београд, 2. јуна 1989) српски је позоришни, телевизијски, филмски и гласовни глумац. Познат је по улогама у серијама Црвени месец, Коло среће и Игра судбине.

## Биографија
Завршио је Факултет драмских уметности 2013. године у класи професорке Биљане Машић.
Син је познатог глумца Миленка Заблаћанског. Оженио се 28. августа 2022. својом колегиницом глумицом Јеленом Пузић у Цркви Светог Марка у Београду.

## Улоге

### Позоришне представе
| Наслов                     | Улога                | Редитељ                | Позориште                    | Премијера          |
| -------------------------- | -------------------- | ---------------------- | ---------------------------- | ------------------ |
| Живот је сан               | Филип                | Слободан Унковски      | Народно позориште у Београду | 23. јануар 2012.   |
| Зона Замфирова             | Гане Клинчар         | Кокан Младеновић       | Позориште на Теразијама      | 9. новембар 2012.  |
| Плави анђео                | Ломан                | Ерол Кадић             | Опера и театар Мадленијанум  | 21. април 2013.    |
| Српска трилогија           | Радослав             | Славенко Салетовић     | Народно позориште у Београду | 22. новембар 2013. |
| Кад су цветале тикве       | Војислав             | Бобан Скерлић          | Београдско драмско позориште | 24. мај 2014.      |
| Народни посланик           | Жандар               | Саша Габрић            | Народно позориште у Београду | 31. мај 2014.      |
| Магареће године            | Бранко Ћопић (млађи) | Марко Манојловић       | Позориште „Бошко Буха”       | 23. новембар 2014. |
| Mamma Mia!                 | Бибер                | Југ Радивојевић        | Позориште на Теразијама      | 27. март 2015.     |
| Мистер Долар               | Бранимир Ђаковић     | Владимир Лазић         | Позориште на Теразијама      | 10. фебруар 2017.  |
| Снежна краљица и Деда Мраз | Сунчица принц        | Ана Здравковић         | Опера и театар Мадленијанум  | 14. децембар 2017. |
| Москвичем до пакла         | Младић               | Марија Барна Липковски | Београдско драмско позориште | 20. март 2019.     |
| Ружни, прљави, зли         | Камило               | Ленка Удовички         | Београдско драмско позориште | 8. октобар 2020.   |
| Цемент Београд             | Павле                | Себастијан Хорват      | Београдско драмско позориште | 12. април 2022.    |
| Baal                       | Лупу                 | Дијего Де Бреа         | Београдско драмско позориште | 15. април 2022.    |
| Зелена чоја Монтенегра     | Сергејев             | Никита Миливојевић     | Београдско драмско позориште | 10. август 2023.   |

### Филмографија
| Год.        | Назив                                | Улога                 |
| ----------- | ------------------------------------ | --------------------- |
| 1990-е      |                                      |                       |
| 1996.       | Мали кућни графити (серија)          | дечак                 |
| 2010-е      |                                      |                       |
| 2013.       | Равна гора (серија)                  | војник везе           |
| 2014.       | Кад љубав закасни                    | Јанко                 |
| 2014.       | Самац у браку (серија)               | Јанко                 |
| 2014.       | Стој'те, галије царске (ТВ филм)     | војник                |
| 2014.       | Бранио сам Младу Босну               | Endliher              |
| 2015.       | Бранио сам Младу Босну (серија)      | Endliher              |
| 2015.       | Бићемо прваци света                  | Вилмош Лоци           |
| 2015.       | Једне летње ноћи (серија)            | Влатко                |
| 2015.       | Панта Драшкић — цена части (ТВ филм) | први официр           |
| 2016.       | Прваци света (серија)                | Вилмош Лоци           |
| 2016.       | Село гори, а баба се чешља (серија)  | инспектор БИА         |
| 2016—у току | Убице мог оца (серија)               | инспектор Влада       |
| 2017.       | Проклети пас                         | криминалац            |
| 2018.       | Немањићи - рађање краљевине (серија) | Бран                  |
| 2018.       | Јутро ће променити све (серија)      | полицајац             |
| 2018.       | Краљ Петар Први                      | војник Драган         |
| 2019.       | Шифра Деспот (серија)                | оперативац 2 - Јаснић |
| 2019.       | Краљ Петар Први (серија)             | војник Драган         |
| 2019.       | Пет (серија)                         | инспектор Страњић     |
| 2019.       | Црвени месец (серија)                | Стеван Калинић        |
| 2019.       | Јунаци нашег доба (серија)           | млади коцкар          |
| 2020-е      |                                      |                       |
| 2020.       | Тате (серија)                        | Озрен                 |
| 2020.       | Случај породице Бошковић (серија)    | Оги                   |
| 2020.       | Клан (серија)                        | Обезбеђење            |
| 2021.       | Коло среће (серија)                  | Спаса                 |
| 2022—2023.  | Од јутра до сутра (серија)           | Филип Вуковић         |
| 2024.       | Игра судбине (серија)                | Влада                 |